# Heller Farkas Elismerő Oklevél
A Heller Farkas Elismerő Oklevél Magyarországon a nemzetgazdasági miniszter által adományozható elismerések egyike.

## Adományozása
A Heller Farkas Elismerő Oklevél adományozható a közgazdaság, vagy a pénzügyek tudományos megalapozásában, oktatásban, hazai és nemzetközi viszonylatban kifejtett kiemelkedő tevékenység elismerésére. Az évente adományozható elismerések száma: 5 db. Minden év augusztus 20-án adják át az Elismerő Okleveleket.